# زمین‌سنج‌واران
زمین‌سنج‌واران (نام علمی: Geometroidea) نام یک بالاخانواده از زیرراسته دوروزنه‌ای است.